# Mengíbar
Mengíbar er en by og kommune i det sydlige Spanien i provinsen Jaén. Den har et indbyggertal på 10.011 (2024) indbyggere.